# Ејвон (Јута)
Ејвон (енгл. Avon) насељено је место без административног статуса у америчкој савезној држави Јута.

## Демографија
По попису из 2010. године број становника је 367, што је 61 (19,9%) становника више него 2000. године.
| Група             | 2000.       | 2010.       |
| Белци             | 290 (94,8%) | 349 (95,1%) |
| Афроамериканци    | 1 (0,3%)    | 0 (0,0%)    |
| Азијати           | 0 (0,0%)    | 3 (0,8%)    |
| Хиспаноамериканци | 6 (2,0%)    | 12 (3,3%)   |
| Укупно            | 306         | 367         |